# Филарет (Райский)
Филарет (в миру Фёдор Райский; 1788—1825) — архимандрит Русской православной церкви, настоятель Тобольского Знаменского монастыря, педагог, ректор Тобольской духовной семинарии.

## Биография
Фёдор Райский родился в 1788 году, выходец из духовного звания; по происхождению великороссиянин. Образование получил в Тульской духовной семинарии и в 1814—1818 гг. — в Московской духовной академии.

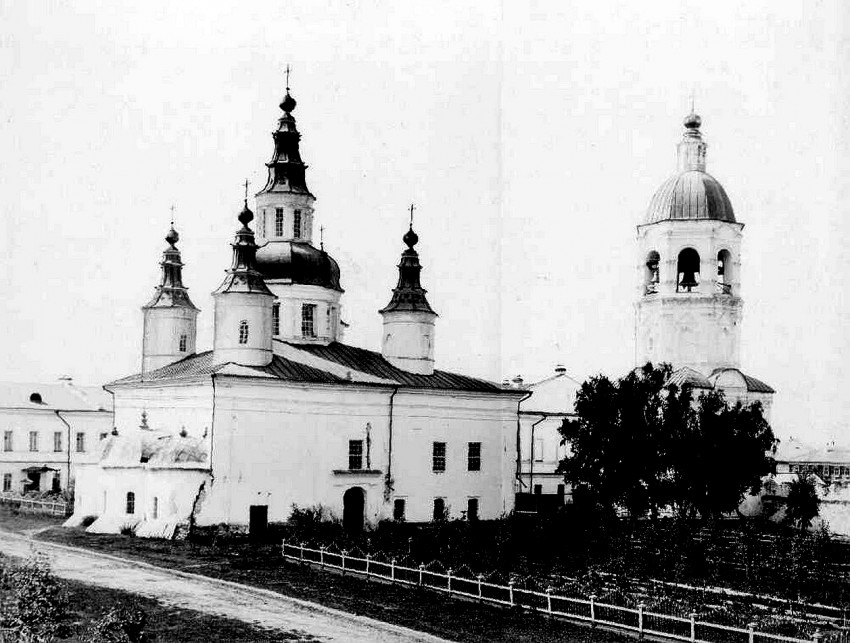
Тобольский Знаменский монастырь (почти полностью разрушен большевиками, в уцелевших постройках был запущен винзавод)

По окончании академического курса со степенью кандидата, Фёдор Райский, 27 августа 1818 года, поступил учителем в Тамбовскую духовную семинарию и последовательно занимал там должности библиотекаря, инспектора и ректора подведомых семинарии училищ.
31 декабря 1818 года постригся в монашество с именем Филарета, 1 января 1819 года рукоположен в иеродиакона, а 5 января — в иеромонаха. В священном сане приобрел известность как проповедник.
21 августа 1822 года он был назначен архимандритом Трегуляева Предтечева монастыря, Тамбовской епархии РПЦ.
8 октября 1824 года, незадолго до своей смерти, переведен в город Тобольск на должность ректора Тобольской духовной семинарии и архимандрита Тобольского Знаменского монастыря.
Филарет Райский скончался 5 марта 1825 года во вверенной ему обители; речь над гробом архиепископа Тобольского Амвросия Рождественского-Вещезерова